# Nagroda Grammy w kategorii Best Hard Rock Performance
Nagroda Grammy w kategorii Best Hard Rock Performance – nagroda przyznawana artystom muzycznym w latach 1990–2011 za najlepsze hardrockowe wykonanie.

## Historia
Po raz pierwszy kategoria Best Hard Rock Performance pojawiła się podczas 31. ceremonii wręczenia nagród Grammy w Shrine Auditorium w Los Angeles w 1989. Pierwotnie kategoria zaprezentowana została jako Best Hard Rock/Metal Performance Vocal or Instrumental, łącząc dwa najpopularniejsze gatunki muzyczne lat 80. Zespół Jethro Tull został laureatem za album studyjny Crest of a Knave (1987), wygrywając z Metalliką, nominowaną za płytę …And Justice for All (1988). Wybór ten doprowadził do powszechnej krytyki National Academy of Recording Arts and Sciences, ponieważ grono dziennikarzy sugerowało, że twórczość Jethro Tull nie miała większego związku z hard rockiem i heavy metalem. W odpowiedzi na falę zarzutów, National Academy of Recording Arts and Sciences utworzyła dwie nowe kategorie: Best Hard Rock Performance i Best Metal Performance, rozdzielając obydwa gatunki.
Pierwszym laureatem nagrody Grammy w kategorii Best Hard Rock Performance był zespół Living Colour. W latach 1992–1994 nagroda przyznawana była jako Best Hard Rock Performance with Vocal. Od 2011 zespoły Foo Fighters, Living Colour i The Smashing Pumpkins dzielą wspólnie rekord, w postaci dwóch wygranych. Amerykanie otrzymali najwięcej statuetek spośród wszystkich innych narodowości, chociaż nominowani byli także między innymi Australijczycy i Brytyjczycy. Grupa Alice in Chains otrzymała najwięcej nominacji (8) bez żadnej wygranej.
Przyznawanie nagród w kategorii Best Hard Rock Performance zostało zakończone w 2012 z powodu zmian dokonanych przez National Academy of Recording Arts and Sciences. Statuetki wręczane były w latach 2012–2014 w kategorii Best Hard Rock/Metal Performance. W 2014 dokonano kolejnych roszad. Kategorię ponownie rozdzielono, tym razem na Best Metal Performance i Best Rock Performance. Według przedstawicieli National Academy of Recording Arts and Sciences, „ustalono, że metal posiada bardzo charakterystyczne brzmienie, a hard rock ściśle dopasowuje się do rocka i może swobodnie istnieć jako wspólna kategoria”.

## Rezultaty
| Rok  | Artysta                  | Nagrodzone dzieło                     | Nominowani | Źródło |
| ---- | ------------------------ | ------------------------------------- | --- | ------ |

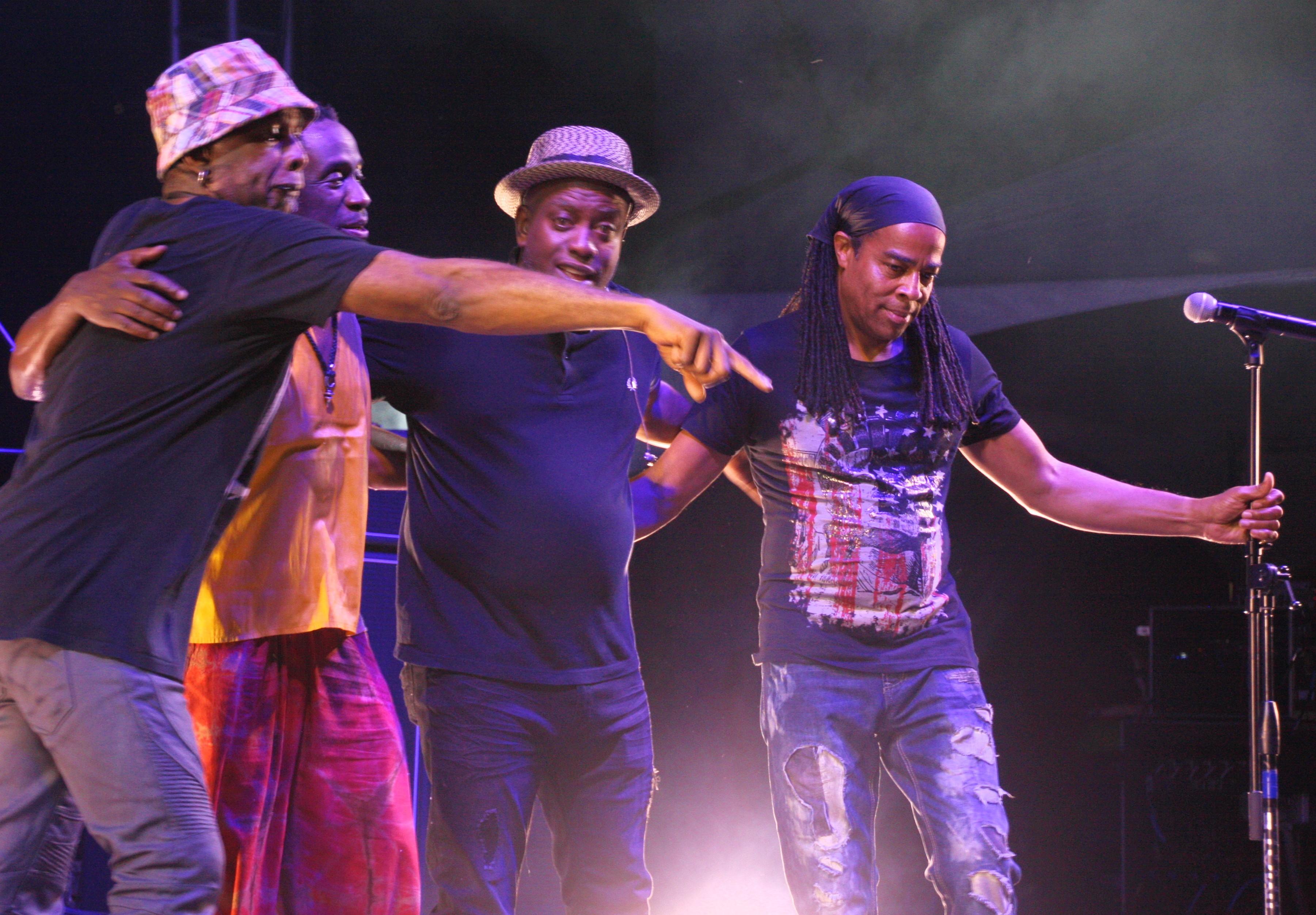
Living Colour, dwukrotni laureaci z 1990 i 1991

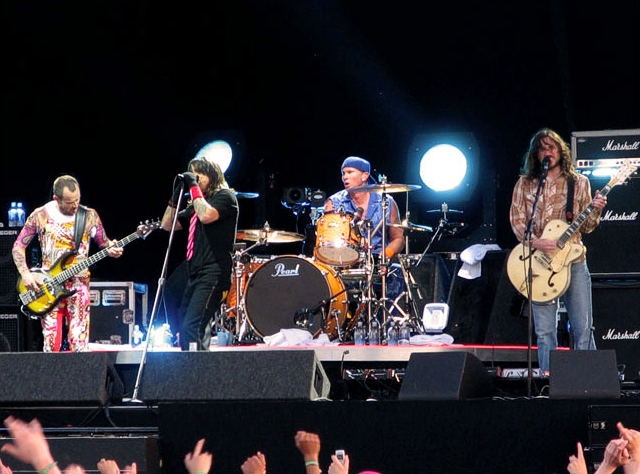
Red Hot Chili Peppers, laureaci z 1993

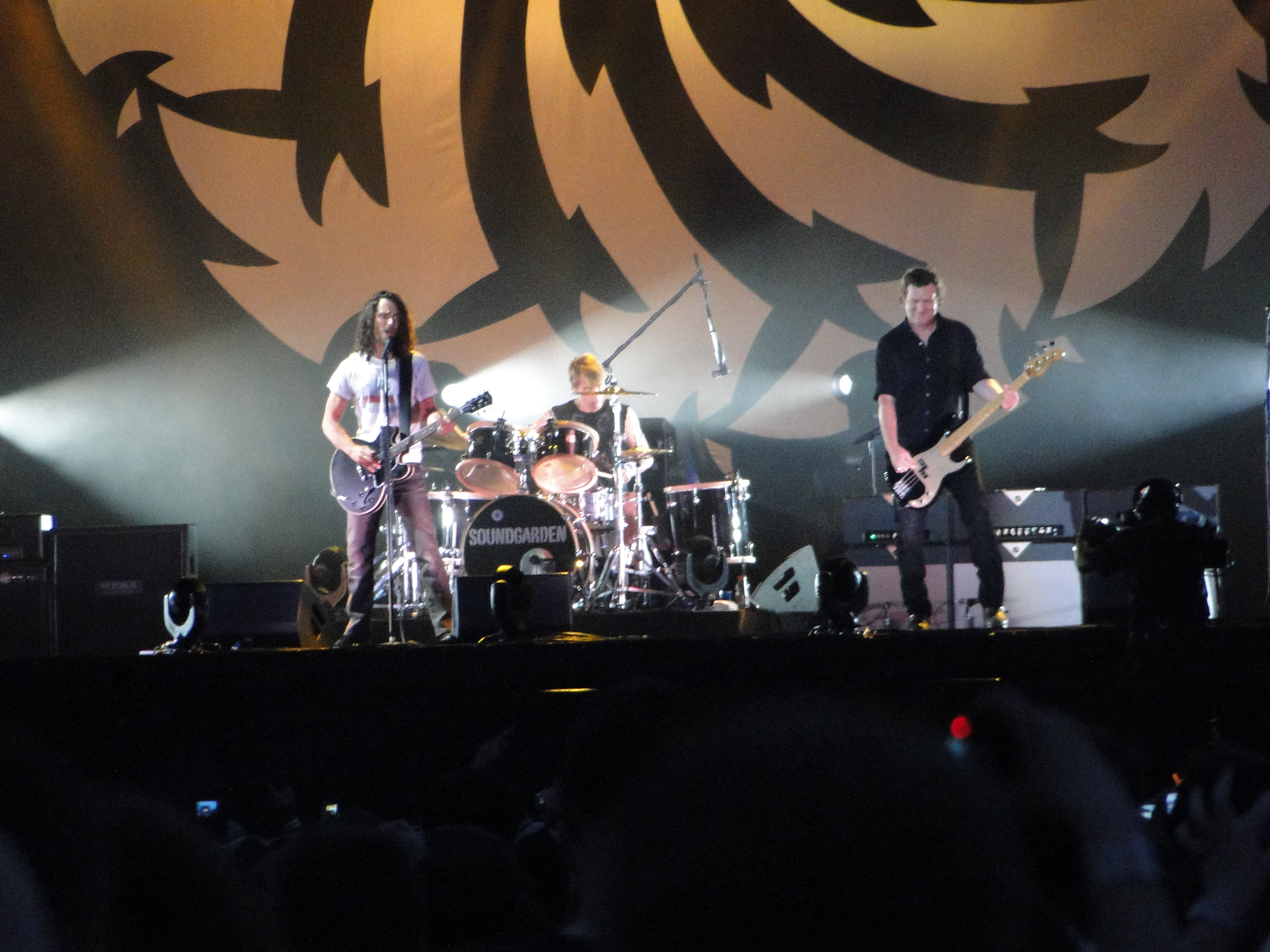
Soundgarden, laureaci z 1995

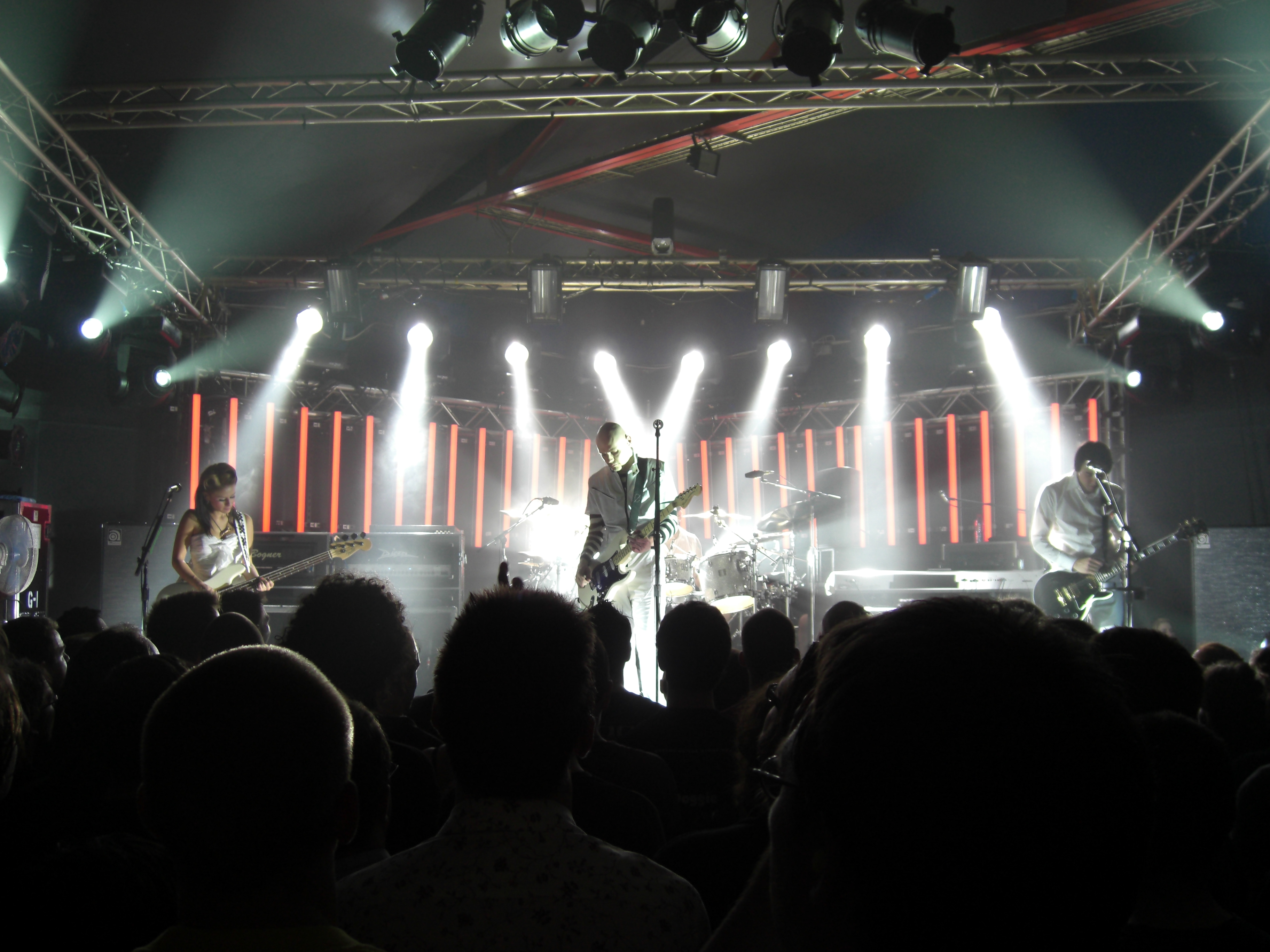
The Smashing Pumpkins, dwukrotni laureaci z 1997 i 1998

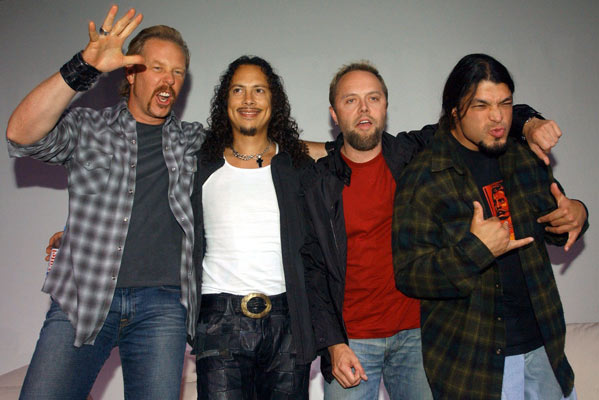
Metallica, laureaci z 2000

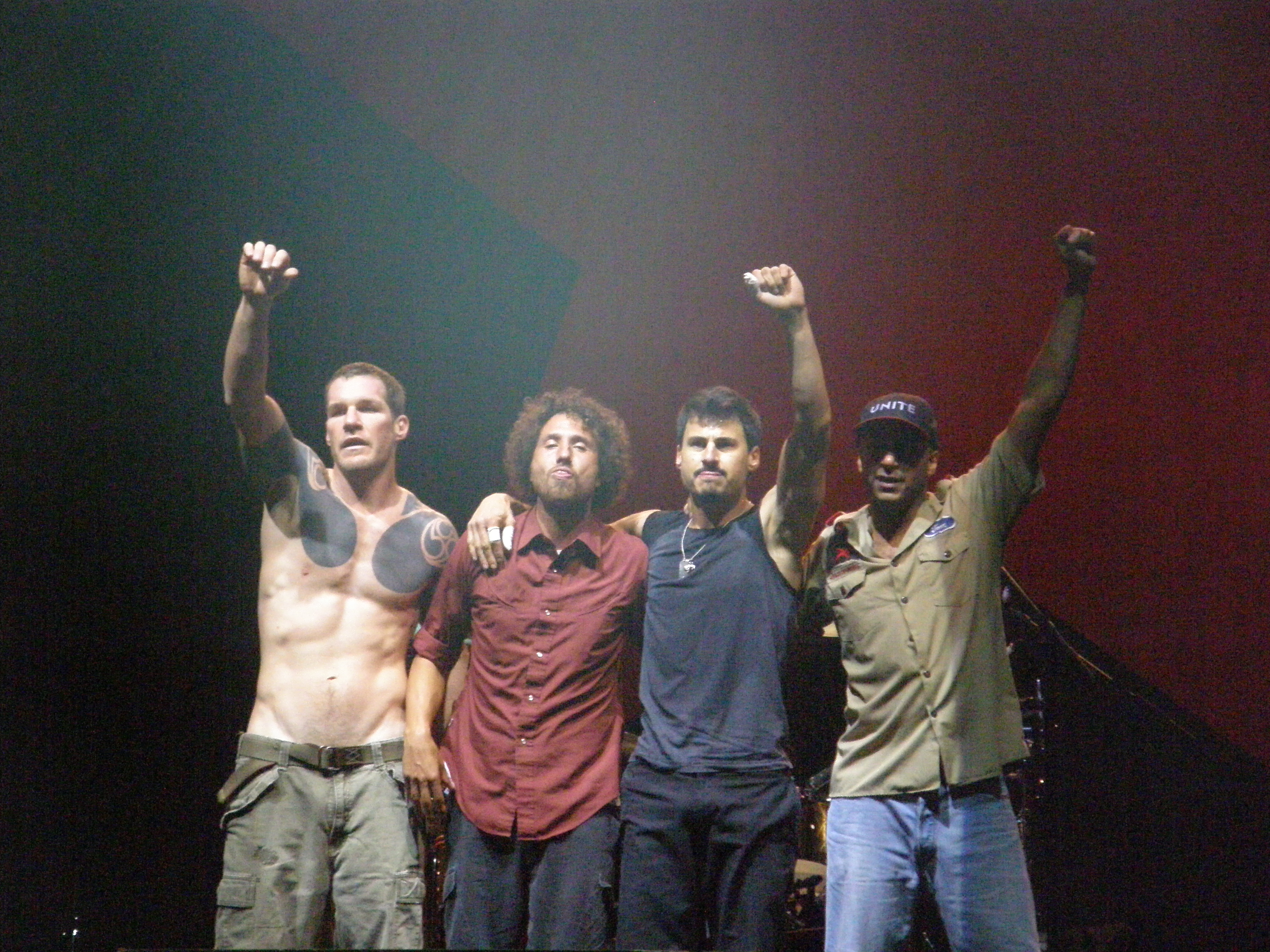
Rage Against the Machine, laureaci z 2001

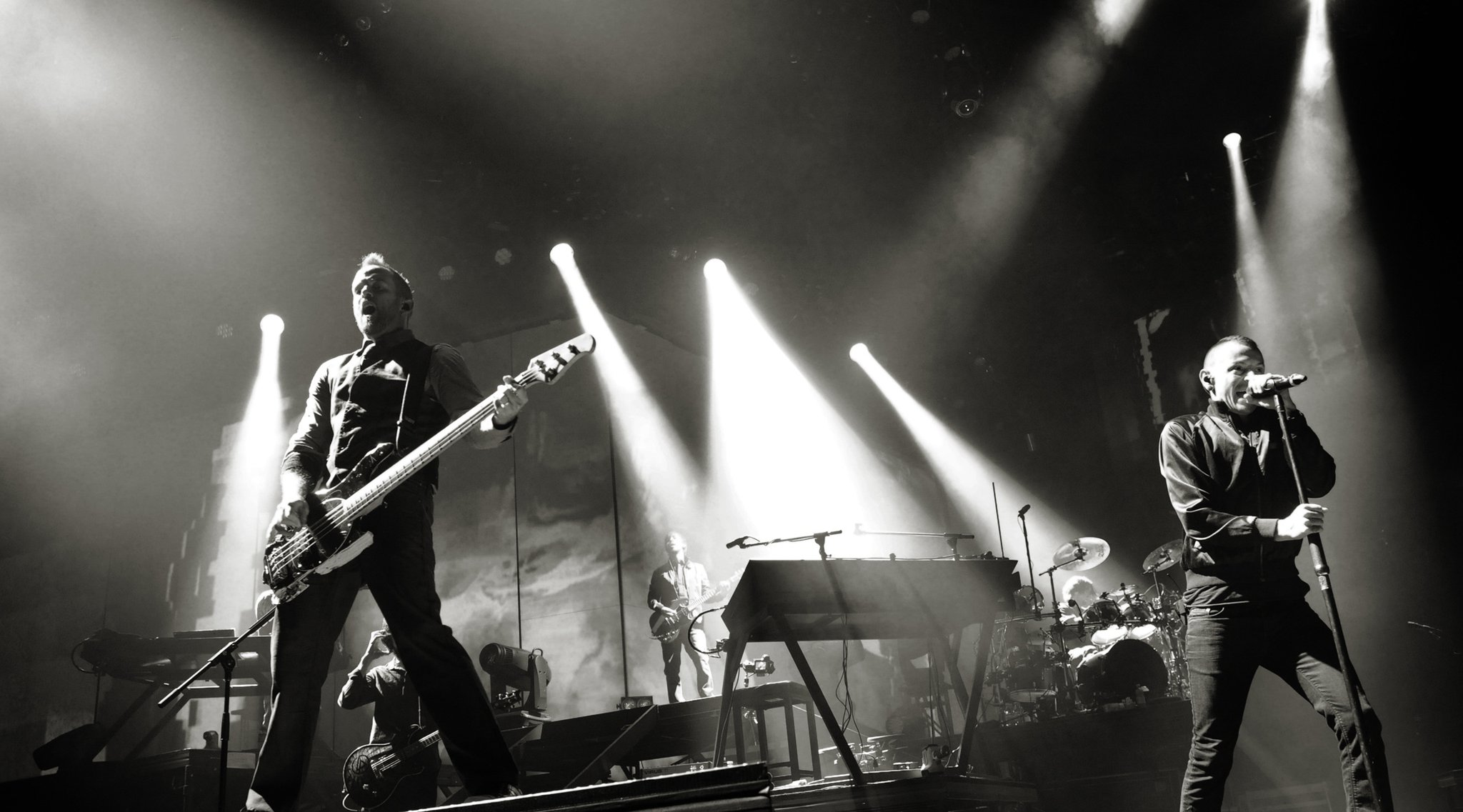
Linkin Park, laureaci z 2002

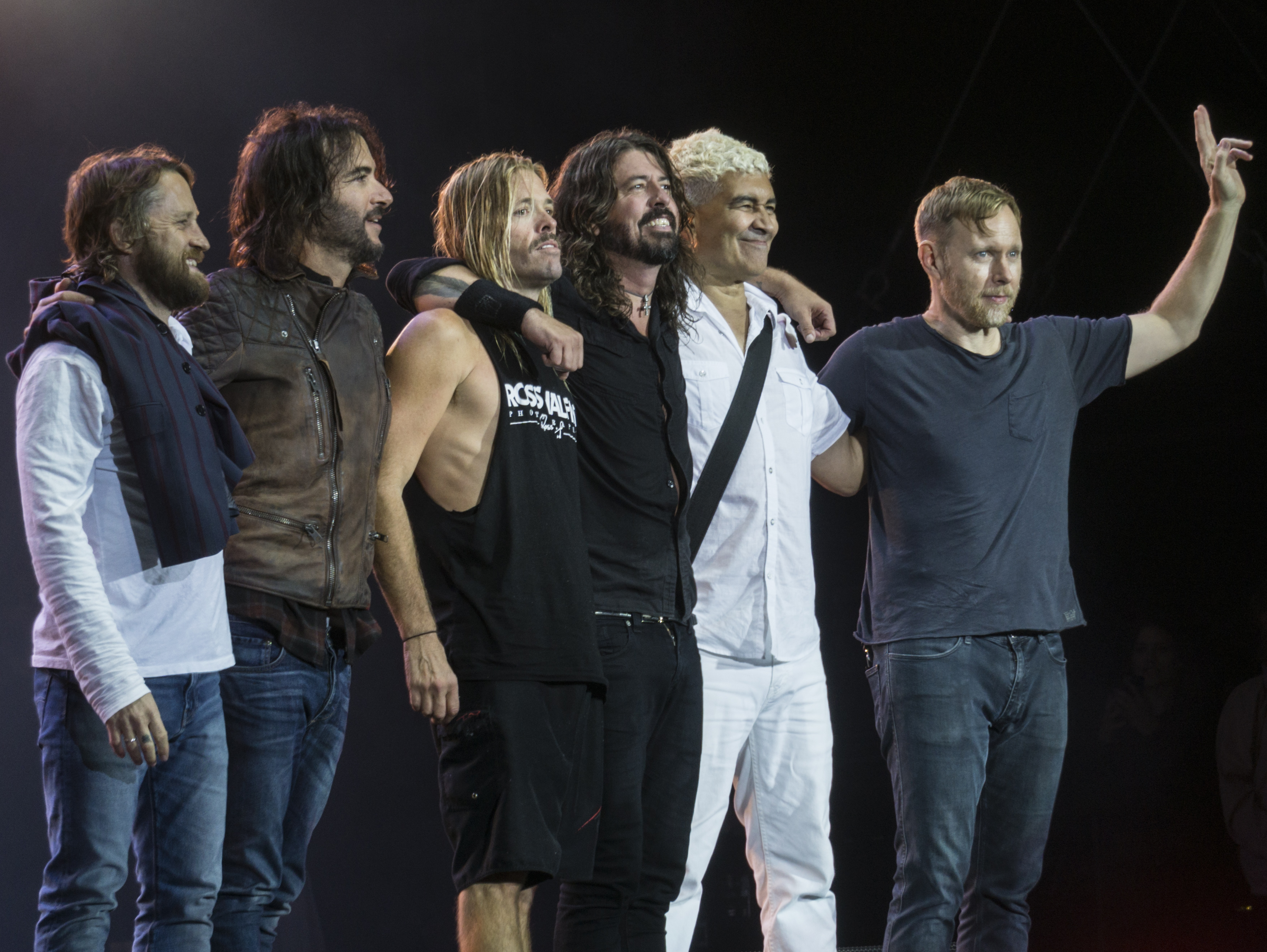
Foo Fighters, dwukrotni laureaci z 2003 i 2008

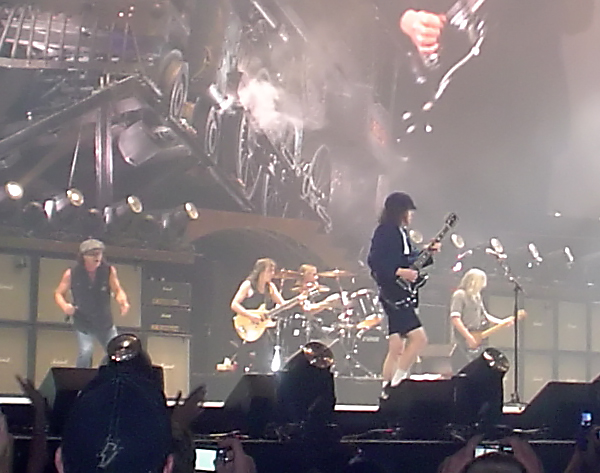
AC/DC, laureaci z 2010

| 1990 | Living Colour            | „Cult of Personality”                 | - Aerosmith – „Love in an Elevator” - Great White – „Once Bitten, Twice Shy” - Guns N’ Roses – G N’ R Lies - Mötley Crüe – „Dr. Feelgood”                                 | [ 5 ]  |
| 1991 | Living Colour            | Time’s Up                             | - AC/DC – The Razor’s Edge - Faith No More – „Epic” - Jane’s Addiction – Ritual de lo habitual - Mötley Crüe – „Kickstart My Heart”                                       | [ 6 ]  |
| 1992 | Van Halen                | For Unlawful Carnal Knowledge         | - AC/DC – „Moneytalks” - Alice in Chains – „Man in the Box” - Guns N’ Roses – Use Your Illusion I                                                                         | [ 7 ]  |
| 1993 | Red Hot Chili Peppers    | „Give It Away”                        | - Alice in Chains – Dirt - Faith No More – Angel Dust - Guns N’ Roses – „Live and Let Die” - Nirvana – „Smells Like Teen Spirit” - Pearl Jam – „Jeremy”                   | [ 8 ]  |
| 1994 | Stone Temple Pilots      | „Plush”                               | - AC/DC – „Highway to Hell” (wersja koncertowa) - Living Colour – „Leave It Alone” - Robert Plant – „Calling to You” - The Smashing Pumpkins – „Cherub Rock”              | [ 9 ]  |
| 1995 | Soundgarden              | „Black Hole Sun”                      | - Alice in Chains – „I Stay Away” - Beastie Boys – „Sabotage” - Green Day – „Longview” - Pearl Jam – „Go”                                                                 | [ 10 ] |
| 1996 | Pearl Jam                | „Spin the Black Circle”               | - Alice in Chains – „Grind” - Primus – „Wynona’s Big Brown Beaver” - Red Hot Chili Peppers – „Blood Sugar Sex Magik” (wersja koncertowa) - Van Halen – „The Seventh Seal” | [ 11 ] |
| 1997 | The Smashing Pumpkins    | „Bullet with Butterfly Wings”         | - Alice in Chains – „Again” - Rage Against the Machine – „Bulls on Parade” - Soundgarden – „Pretty Noose” - Stone Temple Pilots – „Trippin’ on a Hole in a Paper Heart”   | [ 12 ] |
| 1998 | The Smashing Pumpkins    | „The End Is the Beginning Is the End” | - Bush – „Swallowed” - Foo Fighters – „Monkey Wrench” - Nine Inch Nails – „The Perfect Drug” - Rage Against the Machine – „People of the Sun”                             | [ 13 ] |
| 1999 | Page & Plant             | „Most High”                           | - Kiss – „Psycho Circus” - Marilyn Manson – „The Dope Show” - Metallica – „Fuel” - Pearl Jam – „Do the Evolution”                                                         | [ 14 ] |
| 2000 | Metallica                | „Whiskey in the Jar”                  | - Alice in Chains – „Get Born Again” - Buckcherry – „Lit Up” - Kid Rock – „Bawitdaba” - Korn – „Freak on a Leash” - Limp Bizkit – „Nookie”                                | [ 15 ] |
| 2001 | Rage Against the Machine | „Guerrilla Radio”                     | - Kid Rock – „American Bad Ass” - Limp Bizkit – „Take a Look Around” - Pearl Jam – „Grievance” - Stone Temple Pilots – „Down”                                             | [ 16 ] |
| 2002 | Linkin Park              | „Crawling”                            | - Alien Ant Farm – „Smooth Criminal” - P.O.D. – „Alive” - Rage Against the Machine – „Renegades of Funk” - Saliva – „Your Disease”                                        | [ 17 ] |
| 2003 | Foo Fighters             | „All My Life”                         | - Godsmack – „I Stand Alone” - P.O.D. – „Youth of the Nation” - Queens of the Stone Age – „No One Knows” - System of a Down – „Aerials”                                   | [ 18 ] |
| 2004 | Evanescence              | „Bring Me to Life”                    | - Audioslave – „Like a Stone” - Godsmack – „Straight Out of Line” - Jane’s Addiction – „Just Because” - Queens of the Stone Age – „Go with the Flow”                      | [ 19 ] |
| 2005 | Velvet Revolver          | „Slither”                             | - Incubus – „Megalomaniac” - Metallica – „Some Kind of Monster” - Nickelback – „Feelin' Way Too Damn Good” - Slipknot – „Duality”                                         | [ 20 ] |
| 2006 | System of a Down         | „B.Y.O.B.”                            | - Audioslave – „Doesn’t Remind Me” - Nine Inch Nails – „The Hand That Feeds” - Robert Plant – „Tin Pan Valley” - Queens of the Stone Age – „Little Sister”                | [ 21 ] |
| 2007 | Wolfmother               | „Woman”                               | - Buckcherry – „Crazy Bitch” - Nine Inch Nails – „Every Day Is Exactly the Same” - System of a Down – „Lonely Day” - Tool – „Vicarious”                                   | [ 22 ] |
| 2008 | Foo Fighters             | „The Pretender”                       | - Evanescence – „Sweet Sacrifice” - Ozzy Osbourne – „I Don’t Wanna Stop” - Queens of the Stone Age – „Sick, Sick, Sick” - Tool – „The Pot”                                | [ 23 ] |
| 2009 | The Mars Volta           | „Wax Simulacra”                       | - Disturbed – „Inside the Fire” - Judas Priest – „Visions” - Mötley Crüe – „Saints of Los Angeles” - Rob Zombie – „The Lords of Salem”                                    | [ 24 ] |
| 2010 | AC/DC                    | „War Machine”                         | - Alice in Chains – „Check My Brain” - Linkin Park – „What I’ve Done” (wersja koncertowa) - Metallica – „The Unforgiven III” - Nickelback – „Burn it to the Ground”       | [ 25 ] |
| 2011 | Them Crooked Vultures    | „New Fang”                            | - Alice in Chains – „A Looking in View” - Ozzy Osbourne – „Let Me Hear You Scream” - Soundgarden – „Black Rain” - Stone Temple Pilots – „Between the Lines”               | [ 26 ] |